# 贾森·科斯特
贾森·科斯特（英語：Jason Koster，1983年3月11日—），生于基督城，新西兰男子柔道运动员。他曾代表新西兰参加2014年英联邦运动会柔道比赛，获得男子100公斤级铜牌。